# Wapen van Pijnacker-Nootdorp

Wapen van Pijnacker-Nootdorp

Het wapen van Pijnacker-Nootdorp is op 9 november 2001 bij Koninklijk Besluit aan de Nederlandse gemeente Pijnacker-Nootdorp toegekend. Deze fusiegemeente werd op 1 januari 2002 opgericht.
Het wapen is een combinatie van de wapens van de oude gemeenten Pijnacker en Nootdorp. De kleuren van het wapen zijn blauw met goud, de rijkskleuren. Deze kleuren zijn gelijk aan die van de wapens van de oude gemeenten. De slangen zijn afkomstig van het wapen van Nootdorp, de paal vermoedelijk van een oudere versie van het wapen van Pijnacker, zie aldaar.

## Blazoenering
De beschrijving is als volgt: "In azuur een paal, vergezeld van twee toegewende slangen, alles van goud. Het schild gedekt met een gouden kroon van tien parels, waarop drie parels."
N.B.
- De heraldische kleuren in het schild zijn: azuur (blauw) en goud (geel).
- De kroon op het wapen is een antieke gravenkroon en is overgenomen van het oude wapen van Pijnacker.

## Verwante wapens
De volgende wapens zijn verwant aan het wapen van Pijnacker-Nootdorp:

Het wapen van Nootdorp
Het wapen van Pijnacker